# Обчислювач (фільм, 2014)
«Обчислювач» (рос. Вычислитель) — російський фантастичний фільм 2014 р. за мотивами однойменної повісті письменника-фантаста Олександра Громова.
Прокат в Росії — з 18 грудня 2014, дистриб'юторська компанія Централ Партнершип.

## Сюжет
На планеті XT-59 стався переворот. Десять ув'язнених засуджено до довічного вигнання, тому що на планеті немає смертної кари. Але умови вигнання такі, що фактично це і є смертна кара, тільки відстрочена. Вигнанців викидають на Саргасове Болото, де немає ні їжі, ні води, мешкають небагато вигнанців, що перетворилися на напівтварин.
Група ділиться на дві частини: Ервін і Крісті йдуть на пошук Щасливих островів, легендарної землі, де нібито можна жити. Юст веде інших до Гнилої Мелі. Однак довгий час їх маршрути практично збігаються. У перший же вечір Ервін розуміє, що його повинні вбити — в минулому житті він займав занадто високий пост, і тепер він небезпечний для тих, хто прийшов до влади. Вибравши в попутниці Крісті, він відразу намагається піти подалі від інших членів групи, щоб убезпечити себе. На шляху до Щасливих островів герої долають масу перешкод.

## Ролі
- Євген Миронов — Ервін Канн, обчислювач
- Анна Чиповська — Крісті
- Вінні Джонс — Юст Ван Борг (Полярний вовк)
- Владас Багдонас — Ян
- Ірене Мускара — Марія
- Лінда Нігматуліна — Лейла
- Олексій Колубков — Валентин
- Петро Скворцов — Хайме
- Анна Попова — Анна
- Олександра Франк — лейтенант
- Вальтер Гейр Грімсон — канібал
- Девід Фрейр Поранарсон — канібал
- Ульфар Якобсен — тюремний охоронець
- Пол Еварсон — тюремний охоронець

## Виробництво
Фільм знімався в тій же місцевості, що і «Ной» (2014), «Облівіон» (2013), «Фауст» (2011).
Для фільму була розроблена писемна мова, якою користуються жителі планети XT-59.
Зйомки тривали 22 дні, сімнадцять з яких група провела в Ісландії.
Здичавілих злочинців-канібалів зіграли професійні ісландські артисти, які суміщають роботу в театрі і на пошті.

## Музика
Музику до фільму написав композитор Олексій Айгі.

## Сприйняття
Оцінка на сайті Кинопоиск.ru — 4,8/10, IMDb — 4,4/10.

## Ланки
- Обчислювач на сайті IMDb (англ.)